# Renata Knapik-Miazga
Renata Knapik-Miazga (Tarnów, 15 luglio 1988) è una schermitrice polacca, specializzata nella spada.

## Palmarès
- Giochi olimpici

Parigi 2024: bronzo nella spada a squadre.
- Mondiali

Lipsia 2017: bronzo nella spada a squadre.
Il Cairo 2022: bronzo nella spada a squadre.
Milano 2023: oro nella spada a squadre.
- Europei

Zagabria 2013: bronzo nella spada a squadre.
Torun 2016: bronzo nella spada a squadre.
Novi Sad 2018: argento nella spada a squadre.
Düsseldorf 2019: oro nella spada a squadre.